# Anevrism

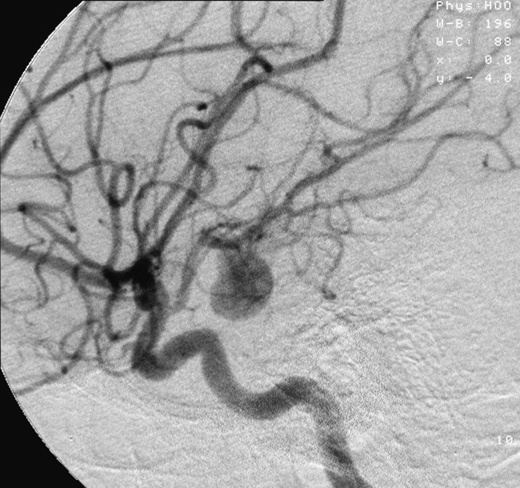
Imagine angiografică a unui anevrism cerebral

Anevrismul reprezintă o formațiune vasculară cu aspect tumoral, localizată pe traiectul unei artere (cel mai des) sau vene. Se prezintă ca o dilatare (ca un sac) a vasului sanguin și poate fi localizat oriunde în organism. Cu toate acestea, cel mai adesea el se dezvoltă în segmentul abdominal al arterei aortice și la nivelul vaselor creierului (anevrism cerebral). În majoritatea cazurilor este asimptomatic.
Termenul se mai folosește – în cadrul unor cuvinte compuse, pentru a descrie condiția în care apare o dilatație patologică segmentară situată la nivelul peretelui inimii – cel mai frecvent situată la nivelul ventriculului stîng și adesea consecința unui infarct miocardic transmural.

## Tratament
Dacă este detectată orice formă de anevrism, este necesară intervenția chirurgicală.
- Anterior, chirurgia clasică a fost folosită în acest scop. Esența operației a fost să acopere partea deteriorată, înlocuind-o cu o proteză din plastic sau cu un fragment dintr-un vas de sânge dintr-o altă parte a corpului.
- Clinicile moderne pentru tratamentul unor astfel de patologii se aplică chirurgiei endovasculare utilizând embolia iatrogenică cu materiale sintetice din segmentul arterei anormale, sau impunerea unui clip pe gâtul anevrismului pentru a opri zona din sânge.